# وزارة التنمية والاستثمار (اليونان)
وزارة التنمية (باليونانية: Υπουργείο Ανάπτυξης)‏ هي وزارة في اليونان. يشغل منصب الوزير الحالي: كوستاس سكريكاس.

## تاريخ
تم إنشاء وزارة الاقتصاد والقدرة التنافسية والشحن في 7 أكتوبر 2009 وذلك بعد تفكك وزارة الاقتصاد والمالية الموحدة، ودمج ما كان يشكل وزارة الاقتصاد الوطني القديمة مع وزارة التنمية ووزارة البحرية التجارية.
في 7 سبتمبر 2010، تم تغيير اسم الوزارة إلى وزارة التنمية الإقليمية والقدرة التنافسية لتعكس إعادة الإنشاء الوشيكة لوزارة ماري منفصلة. شؤون الوقت والجزر ومصايد الأسماك. ومع ذلك، لم يصدر أي مرسوم رئاسي لإضفاء الطابع الرسمي على إعادة التسمية، واحتفظت الوزارة باسمها الرسمي السابق على الرغم من خسارة حقيبة الشحن في 30 سبتمبر. وبعد إعادة دمج الأخيرة في 27 يونيو 2011، تم تغيير اسمها إلى وزارة التنمية والقدرة التنافسية والشحن. وفي 21 يونيو 2012، تم فصلها مرة أخرى عن وزارة الشحن ودمجها بدلاً من ذلك مع وزارة البنية التحتية والنقل والشبكات لتصبح وزارة التنمية والقدرة التنافسية والبنية التحتية والنقل والشبكات. تم إلغاء الاندماج بينهما بعد تعديل وزاري في 25 يونيو 2013، إلا أنه وبعد تشكيل حكومة تسيبراس في 27 يناير 2015، تم دمج جميع الوزارات الثلاث في وزارة الاقتصاد والبنية التحتية والشحن والسياحة. وفي 23 سبتمبر 2015، تم تغيير اسمها إلى وزارة الاقتصاد والتنمية والسياحة بعد استعادة وزارتي البنية التحتية والشحن. وفي 5 نوفمبر 2016، تم تغيير اسمها إلى وزارة الاقتصاد والتنمية بعد إعادة وزارة السياحة. في 9 يوليو 2019، تم تغيير اسمها إلى وزارة التنمية والاستثمار من قبل حكومة الديمقراطية الجديدة القادمة.

## قائمة الوزراء

### الاقتصاد والمالية (2000-2009)
| اسم                 | تولى منصبه     | ترك المكتب     | حزب                 |
| ------------------- | -------------- | -------------- | ------------------- |
| يانوس بابانتونيو    | 13 أبريل 2000  | 24 أكتوبر 2001 | باسوك               |
| نيكوس خريستودولاكيس | 24 أكتوبر 2001 | 10 مارس 2004   | باسوك               |
| جورجيوس الوجوسكوفيس | 10 مارس 2004   | 8 يناير 2009   | الديمقراطية الجديدة |
| يانيس باباثاناسيو   | 8 يناير 2009   | 4 أكتوبر 2009  | الديمقراطية الجديدة |

### الاقتصاد والقدرة التنافسية والشحن (2009-2010)
| اسم                 | تولى منصبه    | ترك المكتب     | حزب   |
| ------------------- | ------------- | -------------- | ----- |
| لوكا كاتسيلي        | 7 أكتوبر 2009 | 7 سبتمبر 2010  | باسوك |
| ميكاليس كريسوكويديس | 7 سبتمبر 2010 | 30 سبتمبر 2010 | باسوك |

### التنمية الإقليمية والقدرة التنافسية (2010-2011)
| اسم                 | تولى منصبه     | ترك المكتب    | حزب   |
| ------------------- | -------------- | ------------- | ----- |
| ميكاليس كريسوكويديس | 30 سبتمبر 2010 | 27 يونيو 2011 | باسوك |

### التنمية والقدرة التنافسية والشحن (2011-2012)
| اسم                 | تولى منصبه    | ترك المكتب    | حزب   |
| ------------------- | ------------- | ------------- | ----- |
| ميكاليس كريسوكويديس | 27 يونيو 2011 | 7 مارس 2012   | باسوك |
| آنا ديامانتوبولو    | 7 مارس 2012   | 17 مايو 2012  | باسوك |
| يانيس ستورناراس     | 17 مايو 2012  | 21 يونيو 2012 | مستقل |

### التنمية والقدرة التنافسية والبنية التحتية والنقل والشبكات (2012-2013)
| اسم               | تولى منصبه    | ترك المكتب    | حزب                 |
| ----------------- | ------------- | ------------- | ------------------- |
| كوستيس هاتزيداكيس | 21 يونيو 2012 | 25 يونيو 2013 | الديمقراطية الجديدة |

### التنمية والقدرة التنافسية (2013-2015)
| اسم               | تولى منصبه    | ترك المكتب    | حزب                 |
| ----------------- | ------------- | ------------- | ------------------- |
| كوستيس هاتزيداكيس | 25 يونيو 2013 | 10 يونيو 2014 | الديمقراطية الجديدة |
| نيكوس ديندياس     | 10 يونيو 2014 | 3 نوفمبر 2014 | الديمقراطية الجديدة |
| كوستاس سكريكاس    | 3 نوفمبر 2014 | 27 يناير 2015 | الديمقراطية الجديدة |

### الاقتصاد والبنية التحتية والشحن والسياحة (2015)
| اسم                 | تولى منصبه    | ترك المكتب     | حزب    |
| ------------------- | ------------- | -------------- | ------ |
| جيورجوس ستاثاكيس    | 27 يناير 2015 | 27 أغسطس 2015  | سيريزا |
| نيكوس خريستودولاكيس | 28 أغسطس 2015 | 21 سبتمبر 2015 | مستقل  |

### الاقتصاد والتنمية والسياحة (2015-2016)
| اسم              | تولى منصبه     | ترك المكتب    | حزب    |
| ---------------- | -------------- | ------------- | ------ |
| جيورجوس ستاثاكيس | 23 سبتمبر 2015 | 5 نوفمبر 2016 | سيريزا |

### الاقتصاد والتنمية (2016–2019)
| اسم                    | تولى منصبه     | ترك المكتب     | حزب    |
| ---------------------- | -------------- | -------------- | ------ |
| ديمتري ب. باباديميتريو | 5 نوفمبر 2016  | 27 فبراير 2018 | سيريزا |
| يانيس دراجاساكيس       | 28 فبراير 2018 | 9 يوليو 2019   | سيريزا |

### التنمية والاستثمار (2019–2023)
| اسم              | تولى منصبه   | ترك المكتب    | حزب                 |
| ---------------- | ------------ | ------------- | ------------------- |
| أدونيس جورجياديس | 9 يوليو 2019 | 26 مايو 2023  | الديمقراطية الجديدة |
| هيلين لوريس      | 26 مايو 2023 | 27 يونيو 2023 | القائم بأعمال       |

### التنمية (2023–الآن)
| اسم            | تولى منصبه    | ترك المكتب | حزب                 |
| -------------- | ------------- | ---------- | ------------------- |
| كوستاس سكريكاس | 27 يونيو 2023 | ما يزال    | الديمقراطية الجديدة |